# Perryville (Kentucky)
Perryville é uma cidade localizada no estado americano de Kentucky, no Condado de Boyle.

## Demografia
Segundo o censo americano de 2000, a sua população era de 763 habitantes.
Em 2006, foi estimada uma população de 753, um decréscimo de 10 (-1.3%).

## Geografia
De acordo com o United States Census Bureau tem uma área de
2,1 km², dos quais 2,1 km² cobertos por terra e 0,0 km² cobertos por água. Perryville localiza-se a aproximadamente 286 m acima do nível do mar.

## Localidades na vizinhança
O diagrama seguinte representa as localidades num raio de 20 km ao redor de Perryville.